# Мачутадзе, Сабрие Ахмедовна
Сабрие Ахмедовна Мачутадзе (1927 год, село Чаисубани, Батумский район, АССР Аджаристан, ССР Грузия — 2007 год, Батуми, Аджария, Грузия) — колхозница колхоза имени Сталина Батумского района, Аджарская АССР, Грузинская ССР. Герой Социалистического Труда (1949).

## Биография
Родилась в 1927 году в крестьянской семье в селе Хуцубани. В послевоенные годы трудилась на чайной плантации в колхоза имени Сталина Батумского района.
В 1948 году собрала 6265 килограммов сортового чайного листа на площади 0,5 гектаров. Указом Президиума Верховного Совета СССР от 29 августа 1949 года удостоена звания Героя Социалистического Труда за «получение высоких урожаев сортового зелёного чайного листа и цитрусовых плодов в 1948 году» с вручением ордена Ленина и золотой медали «Серп и Молот» (№ 4506).
Этим же указом званием Героя Социалистического Труда была награждена труженица колхоза имени Сталина Айше Хайдаровна Мачутадзе.
В последующем вместе переехала в Батуми, где трудилась на местном кофейном заводе. С 1971 года — персональный пенсионер союзного значения. Умерла в 2007 году.